# Pointa
Termín pointa (dle příruček správně čteno „poenta“, častá, ale chybná, je i výslovnost „poɪnta“ či „pojɪnta“) je nejčastěji používán pro nečekané vyvrcholení děje – typicky v případě vtipu, obdobně ale i v případě filmu nebo literárního díla.
Vhodně použitá pointa umocňuje dojem, kterým se snaží dílo jako celek působit – v případě vtipu by měla být humorná, v případě filmového thrilleru nebo hororu by měla umocnit pocit strachu a „mrazení“, který film jako celek vyvolává.

## Etymologie
Slovo pointa má pravděpodobně původ ve francouzském pointe (špička).

## Záměny
Slovo pointa se v běžné řeči často nesprávně užívá ve smyslu „hlavní sdělení“, „podstata příběhu“, „jádro pudla“. Tedy jako ekvivalent anglického „point“. Takové použití je ale chybné. 

Správně je "hlavní  myšlenka,  v  níž  vrcholí  závěr projevu".